# Dom im. Tadeusza Kościuszki we Lwowie
Dom im. Tadeusza Kościuszki we Lwowie – siedziba bursy dla uczniów we Lwowie.

## Historia
Budynek powstał staraniem Towarzystwa Pomocy Naukowej we Lwowie. Został wzniesiony na przekazanym przez gminę gruncie przy ulicy Zofii obok zakładu dr Majewskiego. Plany, kosztorysy i nadzór budowlany wykonał inż. Maurycy Machalski. Budowniczym był Edmund Żychowicz. Kolaudację przeprowadził radca Józef Braunseis. Urządzenia w środku gmachu wykonali: stolarskie – firma braci Wczelak, ślusarskie – firma Konopacki, łazienki i umywalnie – Akcyjne Towarzystwo, ogrodzenie – Schumann i Piotrowski. Koszt inwestycji wyniósł 80 000 koron. Budowa została zakończona we wrześniu 1902 i wkrótce potem Towarzystwo otrzymało zgodę na zamieszkanie. Wskutek wilgotnego lata 1902 i związaną z tym należytą koniecznością wyschnięcia ścian, zdecydowano o otwarciu Domu 1 września 1903. Pomimo tego wydawano w obiekcie obiady dla młodzieży.
U szczytu gmachu widniał napis „Dom im. Tadeusza Kościuszki”. Obiekt był anonsowany jako „pierwsza polska bursa we Lwowie”. W zamierzeniu powstała dla niezamożnych uczniów szkol średnich. Zamieszkiwanie w Domu nie było bezpłatne, aczkolwiek opłata była niewielka. Zapewniono tam miejsce dla 40 uczniów. Podczas zimy 1904/1905 do początku lutego 1905 wydano w Domu 27 908 posiłków. Na początku 1905 Dom był przy ul. Dwernickiego. 